# Убийствени игри
„Убийствени игри“ (на английски: Assassination Games) е американски екшън – трилър филм от 2011 г. В главните роли са емблематичният екшън герой Жан Клод Ван Дам и звездата от „Ултиматумът на Борн“ Скот Адкинс

## Сюжет
Внимание:  Текстът по-долу разкрива сюжета на произведението (или части от него)!
Джак Конуей и Дерек Чейс са двама от най-известните атентатори в света. Те никога не са се срещали. Единият е бърз стрелец, а другият действа безпогрешно с нож. Двамата трябва да се справят с безскрупулния бос на могъщ наркокартел.